# アリバイ (競走馬)
アリバイ（Alibhai, 1938年 - 1960年）はイギリス生産の競走馬。未出走のうちに引退したが、アメリカ合衆国で種牡馬として成功した。

## 経歴
イギリスのオーナーブリーダーであるアーガー・ハーン3世の生産したサラブレッドの牡馬である。胴が長く筋肉質の馬体で、父ハイペリオンに似ていたという。1歳の時にルイス・B・メイヤーに3200ギニーで購入されてアメリカに渡ったが、調教中に前肢に屈腱炎が発生、未出走のまま引退を余儀なくされた。
1941年よりメイヤーの持つカリフォルニア州のメイヤーストック牧場で種牡馬として活動を開始、当初は実績のあった種牡馬ボーペールの2番手という扱いであった。その後、レスリー・コムズ2世が当時の世界最高額となる50万ドルのシンジケートを結成してアリバイを購入、1947年よりケンタッキー州のスペンドスリフトファームに繋養された。そして1960年に心不全で死亡するまで同地で過ごしていた。
アメリカジョッキークラブの調べによれば、アリバイの産駒395頭のうち287頭が勝ち上がり、また54頭がステークス競走に優勝している。以下は主な産駒。
- カバーラップ（Cover Up） - 1943年生、牡馬。ハリウッドゴールドカップなど。種牡馬。
- オントラスト（On Trust） - 1944年生、牡馬。サンタアニタダービーなど。種牡馬。
- ソリダリティ（Solidarity） - 1945年生、牡馬。ハリウッドゴールドカップなど。種牡馬。
- ユアホスト（Your Host） - 1947年生、牡馬。サンタアニタダービーなど。種牡馬としてケルソを出す。
- ディターミン（Determine） - 1951年生、牡馬。ケンタッキーダービー優勝馬。
- バーズタウン（Bardstown） - 1952年生、騸馬。ワイドナーハンデキャップなど。
- フラワーボウル（Flower Bowl） - 1952年生、牝馬。デラウェアハンデキャップなど。繁殖牝馬としてボウルオブフラワーズ、グロースターク、ヒズマジェスティを出す。
- ハニーズアリバイ（Honey's Alibi） - 1952年生、牡馬。マリブシケットステークスなど。種牡馬としてダリアの母父となる。
- トラフィックジャッジ（Traffic Judge） - 1952年生、牡馬。ウッドワードステークスなど。種牡馬。
- ボーナスター（Bornastar） - 1953年生、牝馬。スピンスターステークスなど。1958年最優秀古牝馬。
- ミスターコンシステンシー（Mr. Consistency） - 1958年生、牡馬。サンタアニタハンデキャップなど。

## 血統表
| アリバイの血統                 | アリバイの血統                           | アリバイの血統                           | （血統表の出典）                         | （血統表の出典） |
| 父系                           | ハイペリオン系                           | ハイペリオン系                           | ハイペリオン系                           | [ § 2 ]          |
| 父 Hyperion イギリス 栗毛 1930 | 父の父Gainsborough イギリス 鹿毛 1915    | Bayardo                                  | Bay Ronald                               | Bay Ronald       |
| 父 Hyperion イギリス 栗毛 1930 | 父の父Gainsborough イギリス 鹿毛 1915    | Bayardo                                  | Galicia                                  |                  |
| 父 Hyperion イギリス 栗毛 1930 | 父の父Gainsborough イギリス 鹿毛 1915    | Rosedrop                                 | St. Frusquin                             | St. Frusquin     |
| 父 Hyperion イギリス 栗毛 1930 | 父の父Gainsborough イギリス 鹿毛 1915    | Rosedrop                                 | Rosaline                                 |                  |
| 父 Hyperion イギリス 栗毛 1930 | 父の母Selene イギリス 鹿毛 1919          | Chaucer                                  | St. Simon                                | St. Simon        |
| 父 Hyperion イギリス 栗毛 1930 | 父の母Selene イギリス 鹿毛 1919          | Chaucer                                  | Canterbury Pilgrim                       |                  |
| 父 Hyperion イギリス 栗毛 1930 | 父の母Selene イギリス 鹿毛 1919          | Serenissima                              | Minoru                                   | Minoru           |
| 父 Hyperion イギリス 栗毛 1930 | 父の母Selene イギリス 鹿毛 1919          | Serenissima                              | Gondolette                               |                  |
| 母 Teresina イギリス 栗毛 1920 | 母の父Tracery アメリカ 黒鹿毛 1909       | Rock Sand                                | Sainfoin                                 | Sainfoin         |
| 母 Teresina イギリス 栗毛 1920 | 母の父Tracery アメリカ 黒鹿毛 1909       | Rock Sand                                | Roquebrune                               |                  |
| 母 Teresina イギリス 栗毛 1920 | 母の父Tracery アメリカ 黒鹿毛 1909       | Topiary                                  | Orme                                     | Orme             |
| 母 Teresina イギリス 栗毛 1920 | 母の父Tracery アメリカ 黒鹿毛 1909       | Topiary                                  | Plaisanterie                             |                  |
| 母 Teresina イギリス 栗毛 1920 | 母の母Blue Tit イギリス 栗毛 1908        | Wildfowler                               | Gallinule                                | Gallinule        |
| 母 Teresina イギリス 栗毛 1920 | 母の母Blue Tit イギリス 栗毛 1908        | Wildfowler                               | Tragedy                                  |                  |
| 母 Teresina イギリス 栗毛 1920 | 母の母Blue Tit イギリス 栗毛 1908        | Petit Bleu                               | Eager                                    | Eager            |
| 母 Teresina イギリス 栗毛 1920 | 母の母Blue Tit イギリス 栗毛 1908        | Petit Bleu                               | Letterewe                                |                  |
| 母系(F-No.)                    | (FN:6-d)                                 | (FN:6-d)                                 | (FN:6-d)                                 | [ § 3 ]          |
| 5代内の近親交配                | St. Simon・Angelica 5x4x5x5, Galopin 5x5 | St. Simon・Angelica 5x4x5x5, Galopin 5x5 | St. Simon・Angelica 5x4x5x5, Galopin 5x5 | [ § 4 ]          |
| 出典                           | 1. 2. 3. 4.                              | 1. 2. 3. 4.                              | 1. 2. 3. 4.                              | 1. 2. 3. 4.      |